# Oblak (Beskid Żywiecki)
Oblak (869 m) – wzniesienie w Paśmie Policy, które w regionalizacji fizycznogeograficznej Polski według Jerzego Kondrackiego Pasmo Policy należy do Beskidu Żywieckiego, w nowszej regionalizacji z 2018 roku do Beskidu Żywiecko-Orawskiego. Znajduje się w dolnej części północno-zachodnich zboczy tego pasma, opadających do doliny Skawicy, w obrębie miejscowości Skawica w województwie małopolskim, w powiecie suskim, w gminie Zawoja.
Na przedłużeniu północno-zachodnich stoków Oblaka znajduje się wzniesienie Kapelówka, stoki południowo-zachodnie opadają do doliny potoku Roztoki, wschodnie do doliny potoku Rotnia.
W języku czeskim, słowackim, serbsko-chorwackim i słoweńskim słowo oblak oznacza obłok, chmurę.
Oblak porośnięty jest lasem, jedynie północne i południowe jego podnóża zajęte są przez pola uprawne i zabudowania miejscowości Skawica.